# Ilarion Ionescu-Galați
Ilarion Ionescu-Galați (n. Ioan-Ilarie Ionescu-Galați,  17 septembrie 1937, Iași) este un violonist și dirijor român, dirijor și director onorific al Filarmonicii din Ploiești.

## Biografie artistică
Figură proeminentă a școlii interpretative românești, I.Ionescu-Galați este denumit și "dirijorul pictor", "Omul-orchestră", iar auzul său absolut a devenit proverbial.
A studiat vioara la Conservatorul "Ciprian Porumbescu" din București.  Fiind bursier la École normale supérieure, a studiat tehnica și arta conducerii orchestrelor simfonice cu Pierre Dervaux și Charles Munch. Apoi se perfecționează în America cu marii dirijori Eugene Ormandy și Leopold Stokowski.
Din 1968, de la întoarcerea sa în România, a devenit dirijor permanent al orchestrei filarmonice din Brașov.  A dirijat de atunci toate orchestrele naționale, iar în străinătate a condus orchestre simfonice din Italia, Statele Unite ale Americii, Elveția, Spania, Rusia, China, Japonia, Mexic, Mongolia, Franța, Belgia, Germania, Turcia, Grecia, Austria, Suedia, Finlanda, Danemarca, Olanda și altele.
A colaborat cu soliști de prestigiu așa cum sunt Lazar Berman, Radu Lupu, Valentin Gheorghiu, Daniel Safran, Igor Oistrach, Fazil Say, Ion Voicu , Radu Aldulescu , Ruggiero Ricci, Magda Tagliaferro, Rudolf Kerrer, Felicia Filip, Ștefan Ruha, Dan Grigore, Valery Oistrach, Pavel Berman, Ayla Erduran , Viktor Tretiakov , Viktor Pikaisen , Mihaela Martin , Mihaela Ursuleasa, Costas Cotsiolis, Theodore Kerkezos, Sabine Meyer, Vladimir Orlov, Silvia Marcovici, Lola Bobescu Idil Biret, Alexander Toradze, Nelly Miricioiu și alții.
A fost director și dirijor permanent al orchestrei filarmonice din Istanbul, respectiv dirijor permanent al orchestrei din Ankara, ambele din Turcia și orchestrelor simfonice din Gävle și Uppsala din Suedia.
În anii '70 fondează Festivalul de Muzică de Cameră Brașov.
Fiul său este violonistul Florin Ionescu-Galați, solist al Filarmonicii din Brașov.
În 2008 pianista Ioana Maria Lupașcu a publicat romanul nonfiction Prințul baghetei (Ed. Meteor Press), care îl are ca personaj principal pe Ilarion Ionescu-Galați.
A contribuit la afirmarea unor tinere talente recunoscute în străinătate precum Radu Ropotan.

## Discografie
A înregistrat muzică la casele de discuri Electrecord, Casa Radio și Sipario Dischi.

## Distincții
- Cetățean de onoare al orașelor Ploiești, Târgu Mureș și Brașov
- Membru de Onoare al Academiei Suzuki, Japonia
- 1992 - Diploma de Onoare a Ministerului Culturii Turcia
- 2002 - Marele Premiu al Criticii Muzicale Române
- 2004 - Ordinul Meritul Cultural „Mare Ofițer”
- 2007 - Diploma de Excelență a: Primăriei Ploiești, Primăriei Galați, Primăriei Brașov, Primăriei Târgu Mureș, Revistei Astra, Teatrului Muzical „Nae Leonard”, Filarmonicii Brașov, Filarmonicii Ploiești, Forumului Muzical Român.